# Глен Сиборг
Глен Теодор Сиборг (на английски: Glenn Theodore Seaborg; 19 април 1912 – 25 февруари 1999) е американски учен, носител на Нобелова награда за химия за 1951 година „за откритието в химията на трансурановите елементи“, допринесъл още и с откриването и изолирането на десет нови елемента.

## Биография
Глен Сиборг е роден в Ишпъминг, Мичиган, син на имигранти от Швеция. През 1934 г. се дипломира в Калифорнийския университет в Лос Анджелис. Получава докторската си степен в Калифорнийския университет в Бъркли през 1937 г., а през 1939 г. започва да преподава там, като през 1941 г. е повишен до асистент професор и през 1945 г. – редовен професор. През 1958 – 1961 г. е ректор на университета. През 1942 – 1946 г. работи в металургичния лаборатория в Чикаго по проблемите на индустриалното производство на плутоний. През 1945 г. подписва жалба до властите на САЩ („Доклад на Франк“) с молба да не провеждат атомни бомбардировки над японските градове.
В периода 1954 – 1961 и 1971 г. е асоцииран директор на радиационната лаборатория „Лорънс“. В годините 1961 – 1971 е председател на Комисията за атомна енергия на САЩ.

## Научна дейност
Заедно с Едуин Макмилън синтезира плутоний (1940 – 1941 г). С други учени са откриват америций, кюрий (1944), берклий (1949), калифорний (1950), айнщайний (1952), фермий (1953), менделеевий (1955). През следващите години участва в синтезирането на по-тежки елементи.

## Избрана библиография
- Seaborg, G. T., James, R.A., Morgan, L.O. The New Element Americium (Atomic Number 95).   US Atomic Energy Commission, January 1948. DOI:10.2172/4435330.
- Seaborg, G. T., James, R.A., Ghiorso, A. The New Element Curium (Atomic Number 96).   US Atomic Energy Commission, January 1948.
- Seaborg, G. T., Thompson, S.G., Ghiorso, A. The New Element Berkelium (Atomic Number 97).   University of California, Berkeley, Radiation Laboratory, April 1950. DOI:10.2172/4421999.
- Seaborg, G. T., Thompson, S.G., Street, K. Jr. The New Element Californium (Atomic Number 98).   University of California, Berkeley, Radiation Laboratory, June 1950. DOI:10.2172/932819.
- Seaborg, G. T. The Transuranium Elements – Present Status: Nobel Lecture.   University of California, Berkeley, Radiation Laboratory, December 1951. DOI:10.2172/4406579.
- Seaborg, G. T., Thompson, S.G., Harvey, B.G. Chemical Properties of Elements 99 and 100 (Einsteinium and Fermium).   University of California, Berkeley, Radiation Laboratory, July 1954. DOI:10.2172/4405197.
- Seaborg, G. T. The First Weighing of Plutonium.   US Atomic Energy Commission, September 1967.
- Seaborg, G. T. Peaceful Uses of Nuclear Energy: A Collection of Speeches.   US Atomic Energy Commission, July 1970.
- Seaborg, G. T. (ed ). Symposium Commemorating the 25th Anniversary of the Discovery of Mendelevium.   Lawrence Berkeley National Laboratory, January 1980.
- Seaborg, G. T. Transuranium Elements: a Half Century.   Lawrence Berkeley National Laboratory, August 1990.
- Seaborg, G. T. My career as a radioisotope hunter //  Journal of the American Medical Association 273 (12).   March 1995. DOI:10.1001/jama.273.12.961. с. 961–964.